# Darzīān
Darzīān (persiska: دَرزيان, دَريزيان, دَرزِيان, درزیان) är en ort i Iran.   Den ligger i provinsen Kurdistan, i den nordvästra delen av landet, 500 km väster om huvudstaden Teheran. Darzīān ligger 1 303 meter över havet och antalet invånare är 489.
Terrängen runt Darzīān är lite kuperad. Runt Darzīān är det ganska tätbefolkat, med 60 invånare per kvadratkilometer. Närmaste större samhälle är Marivan, 9,3 km norr om Darzīān. Trakten runt Darzīān består till största delen av jordbruksmark.